# كسوف الشمس 3 أكتوبر 2005
حدث كسوف حلقي للشمس في العقدة الهابطة للقمر في المدار في 3 أكتوبر 2005 وبلغت قوته 0.958. يحدث كسوف الشمس عندما يمر القمر بين الأرض والشمس، وبالتالي يحجب صورة الشمس كليًا أو جزئيًا عن مشاهد على الأرض. يحدث الكسوف الحلقي للشمس عندما يكون القطر الظاهري للقمر أصغر من قطر الشمس، مما يحجب معظم ضوء الشمس ويتسبب في ظهور الشمس على شكل حلقة (حلقة). يظهر الخسوف الحلقي على شكل كسوف جزئي فوق منطقة من الأرض يبلغ عرضها آلاف الكيلومترات. حدث بعد 4.8 أيام فقط من نقطة الأوج (28 سبتمبر 2005)، كان القطر الظاهري للقمر أصغر. كان يمكن رؤيته من ممر ضيق عبر شبه الجزيرة الأيبيرية وأفريقيا. والكسوف الجزئي كان ينظر من مسار أوسع بكثير من القمر الصورة غبش، بما في ذلك جميع من أوروبا، أفريقيا وجنوب غرب آسيا. غُطت الشمس بنسبة 96٪ في خسوف حلقي معتدل، استمر 4 دقائق و32 ثانية وغطى مسارًا عريضًا يصل عرضه إلى 162 كيلومترًا. حدث الكسوف الشمسي التالي في إفريقيا بعد ستة أشهر فقط.
كان هذا هو الكسوف الثالث والأربعون لدورة ساروس الـ134، التي بدأت بخسوف جزئي في 22 يونيو 1248، وستنتهي بخسوف جزئي في 6 أغسطس 2510.

## الرؤية
بدأ مسار الخسوف في شمال المحيط الأطلسي في الساعة 08:41 بالتوقيت العالمي (UT). وصل Antumbra إلى مدريد، إسبانيا في الساعة 08:56 بالتوقيت العالمي، واستمر لمدة أربع دقائق وإحدى عشرة ثانية وغطى القمر 90٪ من الشمس. وصلت أنتومبرا إلى الجزائر العاصمة في الساعة 09:05 بالتوقيت العالمي، ثم مرت عبر تونس وليبيا قبل أن تتجه جنوب شرق البلاد عبر السودان وكينيا والصومال. ثم تحرك الظل فوق المحيط الهندي حتى انتهى عند غروب الشمس، 12:22 بالتوقيت العالمي.
حدثت أقصى مدة للكسوف في وسط السودان الساعة 10:31:42 بتوقيت جرينتش، حيث استمر لمدة 4 أمتار و31 ثانية عندما كانت الشمس 71 درجة فوق الأفق.
كانت حركة الظل تفوق سرعة الصوت وتولدت موجات جاذبية يمكن اكتشافها على أنها اضطرابات في طبقة الأيونوسفير. تنشأ موجات الجاذبية هذه في الغلاف الحراري على ارتفاع حوالي 180 كم. بسبب حجب الإشعاع الشمسي، انخفض مستوى التأين بنسبة 70٪ أثناء الكسوف. تسبب الخسوف في حدوث 1–1.4 K انخفاض في درجة حرارة الأيونوسفير.

## الصور

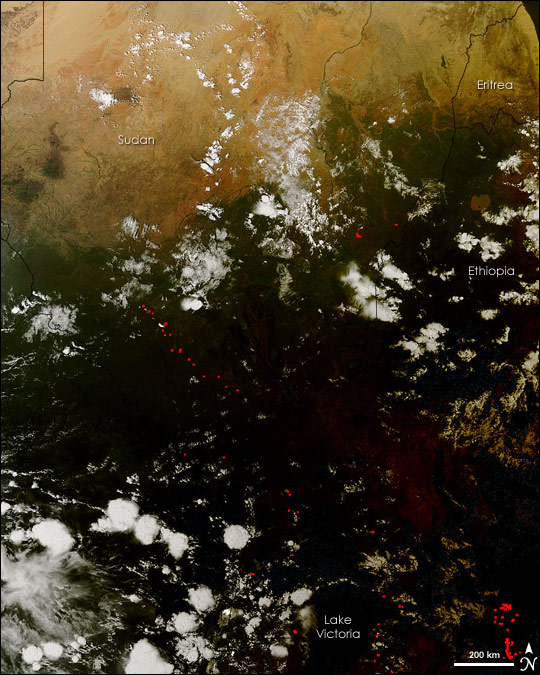
صورة قمر صناعي تُظهر ظل القمر فوق شرق إفريقيا
رسوم متحركة من مدينة ديل كامبو بإسبانيا
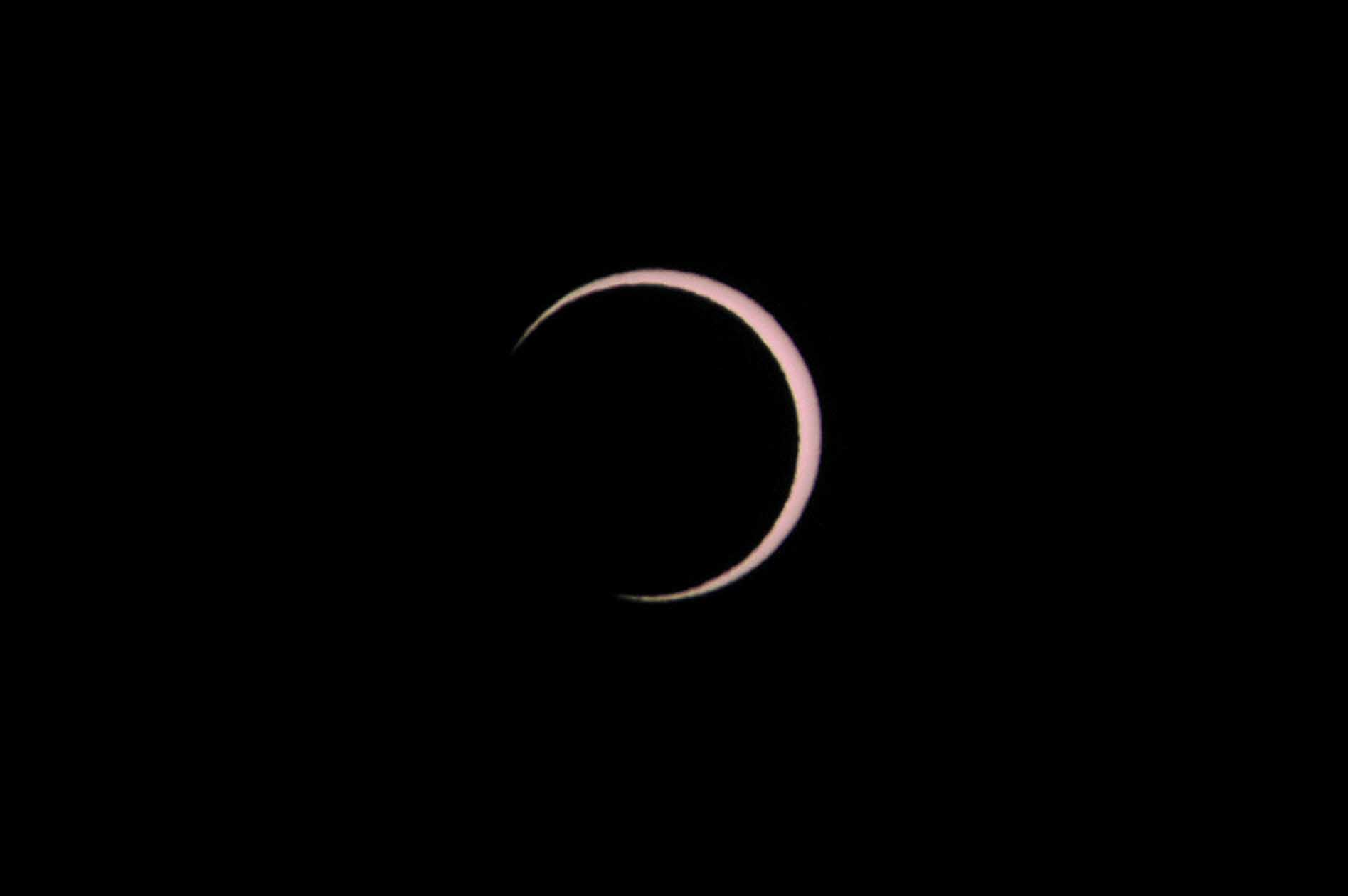
سانتا ماريا دي لاماس  [لغات أخرى]‏، البرتغال (9:00 بالتوقيت العالمي)
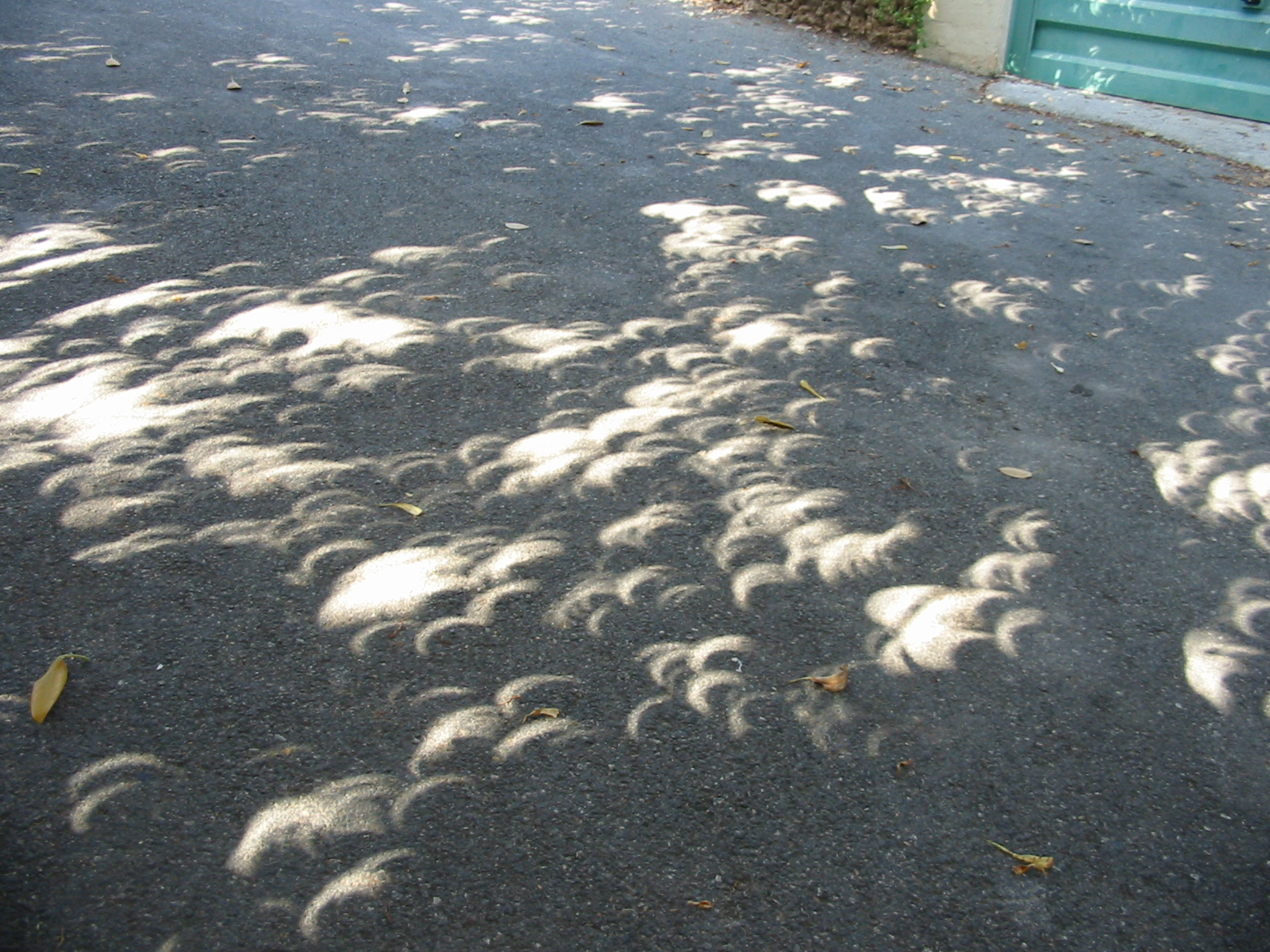
إسقاط الكسوف من خلال الأوراق في سانت جوليانز، مالطا [الإنجليزية]
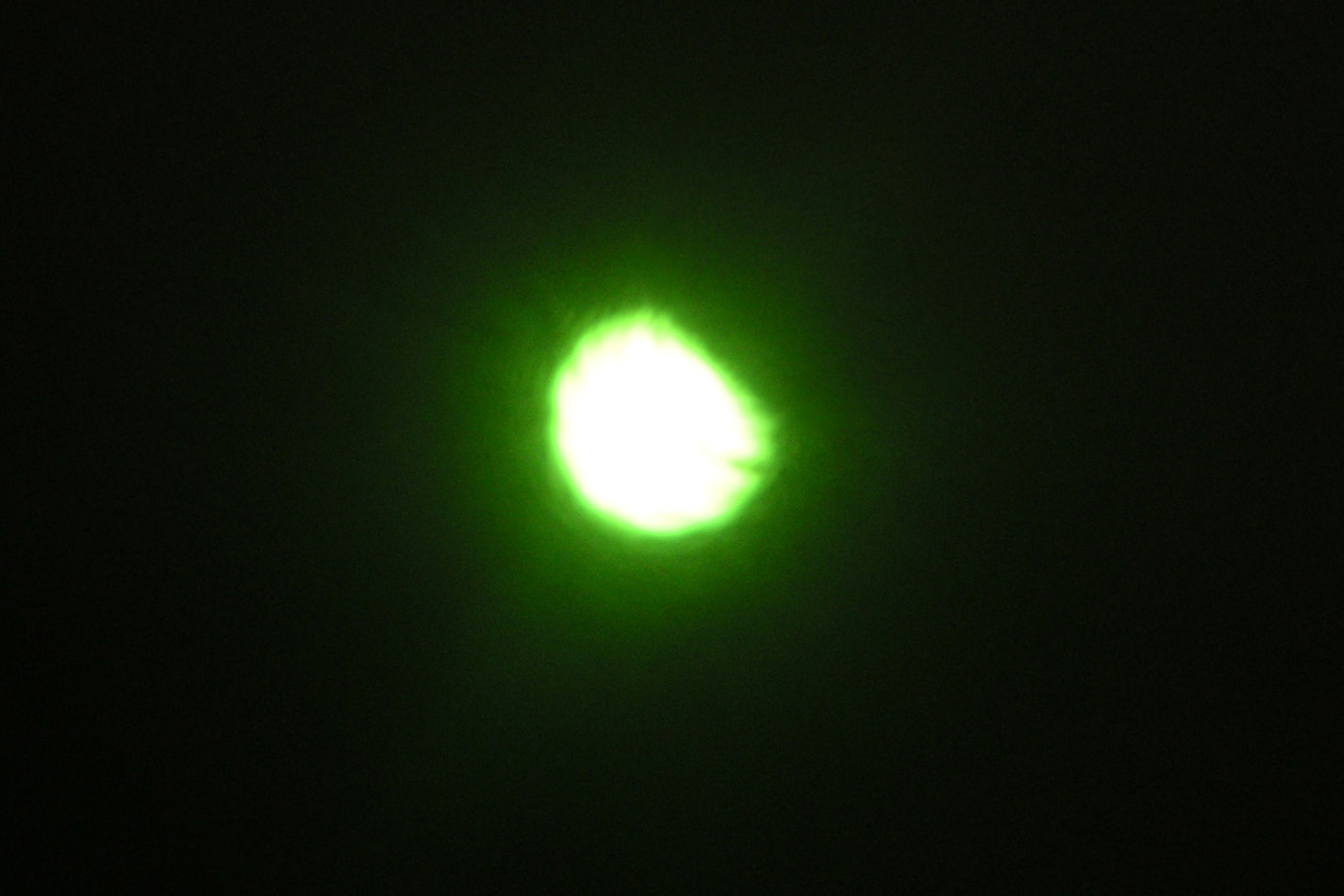
سانتس، فرنسا (9:36 UTC)
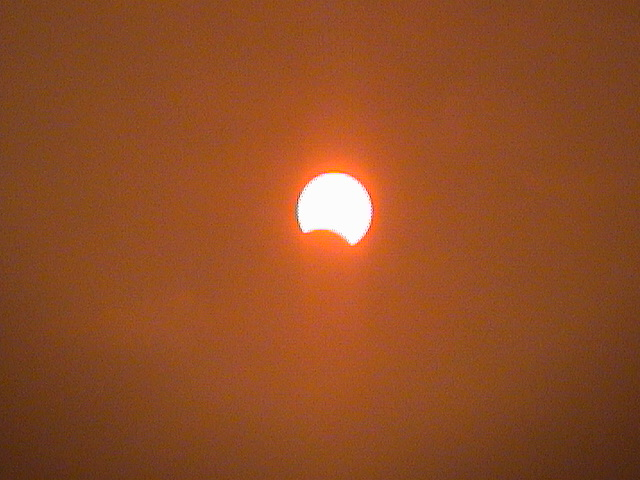
تشيناي، الهند (11:33 UTC)
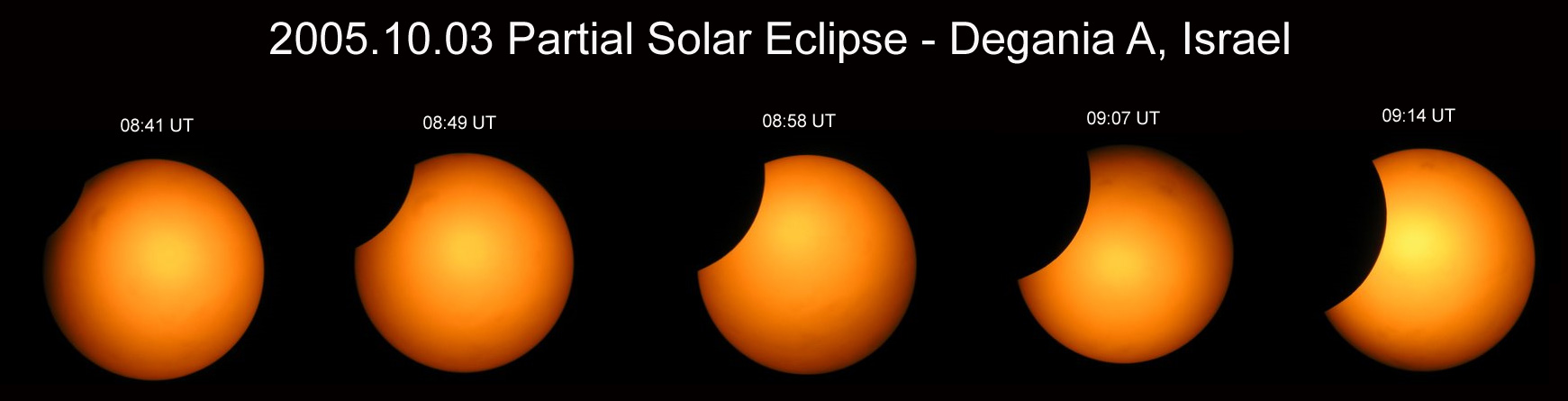
تسلسل الكسوف من دغانيا ألف، إسرائيل

## الخسوفات ذات الصلة

### كسوف 2005
- كسوف شمسي هجين في 8 أبريل.
- خسوف شبه قمري للقمر في 24 أبريل.
- كسوف حلقي للشمس في 3 أكتوبر.
- خسوف جزئي للقمر في 17 أكتوبر.

### تسولكينكس
- سابق: كسوف الشمس في 22 أغسطس 1998
- يتبع: كسوف الشمس في 13 تشرين الثاني (نوفمبر) 2012

### نصف ساروس
- سابق: خسوف القمر يوم 27 سبتمبر 1996
- يتبع: خسوف القمر في 8 أكتوبر 2014

### تريتوس
- سابق: كسوف الشمس في 3 نوفمبر 1994
- يتبع: كسوف الشمس في 1 سبتمبر 2016

### ساروس شمسي 134
- سابق: كسوف الشمس في 23 سبتمبر 1987
- يتبع: كسوف الشمس 14 أكتوبر 2023

### اينكس
- سابق: كسوف الشمس في 23 أكتوبر 1976
- يتبع: كسوف الشمس في 12 سبتمبر 2034

### كسوف الشمس 2004-2007
هذا الكسوف هو جزء من سلسلة فصلية. يتكرر الكسوف في سلسلة فصلية من الكسوف الشمسي كل 177 يومًا تقريبًا و4 ساعات (فصليه) في العقد المتناوبة من مدار القمر.قالب:Solar eclipse set 2004–2007
| كسوف الشمس series sets from 2004–2007 | كسوف الشمس series sets from 2004–2007  | كسوف الشمس series sets from 2004–2007 | كسوف الشمس series sets from 2004–2007 | كسوف الشمس series sets from 2004–2007 | كسوف الشمس series sets from 2004–2007 | كسوف الشمس series sets from 2004–2007 |
| ------------------------------------- | -------------------------------------- | ------------------------------------- | ------------------------------------- | ------------------------------------- | ------------------------------------- | ------------------------------------- |
| عقدة التصاعد                          | عقدة التصاعد                           | عقدة التصاعد                          |                                       | عقدة التنازل                          | عقدة التنازل                          | عقدة التنازل                          |
| Saros                                 | Map                                    | Gamma                                 | Saros                                 | Map                                   | Gamma                                 |                                       |
| 119                                   | 2004 April 19 [الإنجليزية] جزئي (جنوب) | -1.13345                              | 124                                   | كسوف الشمس 14 أكتوبر 2004 جزئي (شمال) | 1.03481                               |                                       |
| 129 جزئي من Naiguatá                  | كسوف الشمس 8 أبريل 2005 مختلط          | -0.34733                              | 134 حلقي من مدريد                     | كسوف الشمس 3 أكتوبر 2005 حلقي         | 0.33058                               |                                       |
| 139 كلي من سايد (تركيا)               | كسوف الشمس 29 مارس 2006 Total          | 0.38433                               | 144 جزئي من ساو باولو                 | كسوف الشمس 22 سبتمبر 2006 حلقي        | -0.40624                              |                                       |
| 149 من جايبور                         | كسوف الشمس 19 مارس 2007 جزئي (شمال)    | 1.07277                               | 154 من قرطبة                          | كسوف الشمس 11 سبتمبر 2007 جزئي (جنوب) | -1.12552                              |                                       |

### ساروس 134
وهي جزء من دورة ساروس 134 وتتكرر كل 18 سنة و11 يوماً وتحتوي على 71 حدثاً. بدأت السلسلة بكسوف جزئي للشمس في 22 يونيو 1248. وهي تحتوي على كسوف كلي من 9 أكتوبر 1428 حتى 24 ديسمبر 1554 وخسوفًا هجينًا من 3 يناير 1573 حتى 27 يونيو 1843 وخسوفًا حلقيًا من 8 يوليو 1861 حتى 21 مايو 2384. تنتهي السلسلة عند العضو 71 ككسوف جزئي في 6 أغسطس 2510. كانت أطول مدة الكلية هي دقيقة واحدة و30 ثانية في 9 أكتوبر 1428. تحدث جميع الكسوفات في هذه السلسلة عند العقدة الهابطة للقمر.قالب:Solar Saros series 134
| Series members 32–48 occur between 1801 and 2100: | Series members 32–48 occur between 1801 and 2100: | Series members 32–48 occur between 1801 and 2100: |
| 32                                                | 33                                                | 34                                                |
| ------------------------------------------------- | ------------------------------------------------- | ------------------------------------------------- |
| June 6, 1807                                      | June 16, 1825                                     | June 27, 1843                                     |
| 35                                                | 36                                                | 37                                                |
| July 8, 1861                                      | July 19, 1879                                     | July 29, 1897                                     |
| 38                                                | 39                                                | 40                                                |
| August 10, 1915 [الإنجليزية]                      | August 21, 1933 [الإنجليزية]                      | September 1, 1951 [الإنجليزية]                    |
| 41                                                | 42                                                | 43                                                |
| September 11, 1969 [الإنجليزية]                   | September 23, 1987 [الإنجليزية]                   | كسوف الشمس 3 أكتوبر 2005                          |
| 44                                                | 45                                                | 46                                                |
| October 14, 2023 [الإنجليزية]                     | October 25, 2041 [الإنجليزية]                     | November 5, 2059 [الإنجليزية]                     |
| 47                                                | 48                                                |                                                   |
| November 15, 2077 [الإنجليزية]                    | November 27, 2095 [الإنجليزية]                    |                                                   |

### دورة Metonic
هذا الكسوف هو جزء من سلسلة فصلية. يتكرر الكسوف في سلسلة فصلية من الكسوف الشمسي كل 177 يومًا و4 ساعات (فصل) في العقد المتناوبة من مدار القمر.قالب:Solar Metonic series 2001 December 14
| 21 الأحداث بين 22 يوليو، 1971 و22 يوليو، 2047 | 21 الأحداث بين 22 يوليو، 1971 و22 يوليو، 2047 | 21 الأحداث بين 22 يوليو، 1971 و22 يوليو، 2047 | 21 الأحداث بين 22 يوليو، 1971 و22 يوليو، 2047 | 21 الأحداث بين 22 يوليو، 1971 و22 يوليو، 2047 |
| 21–22 يوليو                                   | 9–11 مايو                                     | 26–27 فبراير                                  | 14–15 ديسمبر                                  | 2–3 أكتوبر                                    |
| 106                                           | 108                                           | 110                                           | 112                                           | 114                                           |
| --------------------------------------------- | --------------------------------------------- | --------------------------------------------- | --------------------------------------------- | --------------------------------------------- |
| 21 يوليو، 1952                                | 10 مايو، 1956                                 | 26 فبراير، 1960                               | 16 ديسمبر، 1963                               | 3 أكتوبر، 1967                                |
| 116                                           | 118                                           | 120                                           | 122                                           | 124                                           |
| July 22, 1971 [الإنجليزية]                    | May 11, 1975 [الإنجليزية]                     | February 26, 1979 [الإنجليزية]                | December 15, 1982 [الإنجليزية]                | October 3, 1986 [الإنجليزية]                  |
| 126                                           | 128                                           | 130                                           | 132                                           | 134                                           |
| July 22, 1990 [الإنجليزية]                    | May 10, 1994 [الإنجليزية]                     | February 26, 1998 [الإنجليزية]                | كسوف الشمس 14 ديسمبر 2001                     | كسوف الشمس 3 أكتوبر 2005                      |
| 136                                           | 138                                           | 140                                           | 142                                           | 144                                           |
| كسوف الشمس في 22 يوليو 2009                   | كسوف الشمس 10 مايو 2013                       | February 26, 2017 [الإنجليزية]                | December 14, 2020 [الإنجليزية]                | October 2, 2024 [الإنجليزية]                  |
| 146                                           | 148                                           | 150                                           | 152                                           | 154                                           |
| July 22, 2028 [الإنجليزية]                    | May 9, 2032 [الإنجليزية]                      | February 27, 2036 [الإنجليزية]                | December 15, 2039 [الإنجليزية]                | October 3, 2043 [الإنجليزية]                  |
| 156                                           |                                               |                                               |                                               |                                               |
| July 22, 2047 [الإنجليزية]                    |                                               |                                               |                                               |                                               |

## روابط خارجية
- Earth visibility chart and eclipse statistics Eclipse Predictions by Fred Espenak, NASA/GSFC
  - Google interactive map
  - Besselian elements

قالب:Solar eclipse NASA reference
الصور:
- صور كسوف الشمس حول العالم
- Spaceweather.com معرض كسوف الشمس
- كسوف حلقي للشمس في APOD عالي الدقة 10/5/2005، حلقي من إسبانيا
- Annular Eclipse Madrid APOD 10/7/2005، الحلقة السنوية من Buen Retiro Park، مدريد، إسبانيا
- قميص الكسوف الحلقي APOD 10/14/2005، من مدريد، إسبانيا